# NGC 5654
NGC 5654 é uma galáxia espiral barrada (SB0-a) localizada na direcção da constelação de Boötes. Possui uma declinação de +36° 21' 37" e uma ascensão recta de 14 horas, 30 minutos e 01,4 segundos.
A galáxia NGC 5654 foi descoberta em 1 de Maio de 1785 por William Herschel.